# Marek-Bande

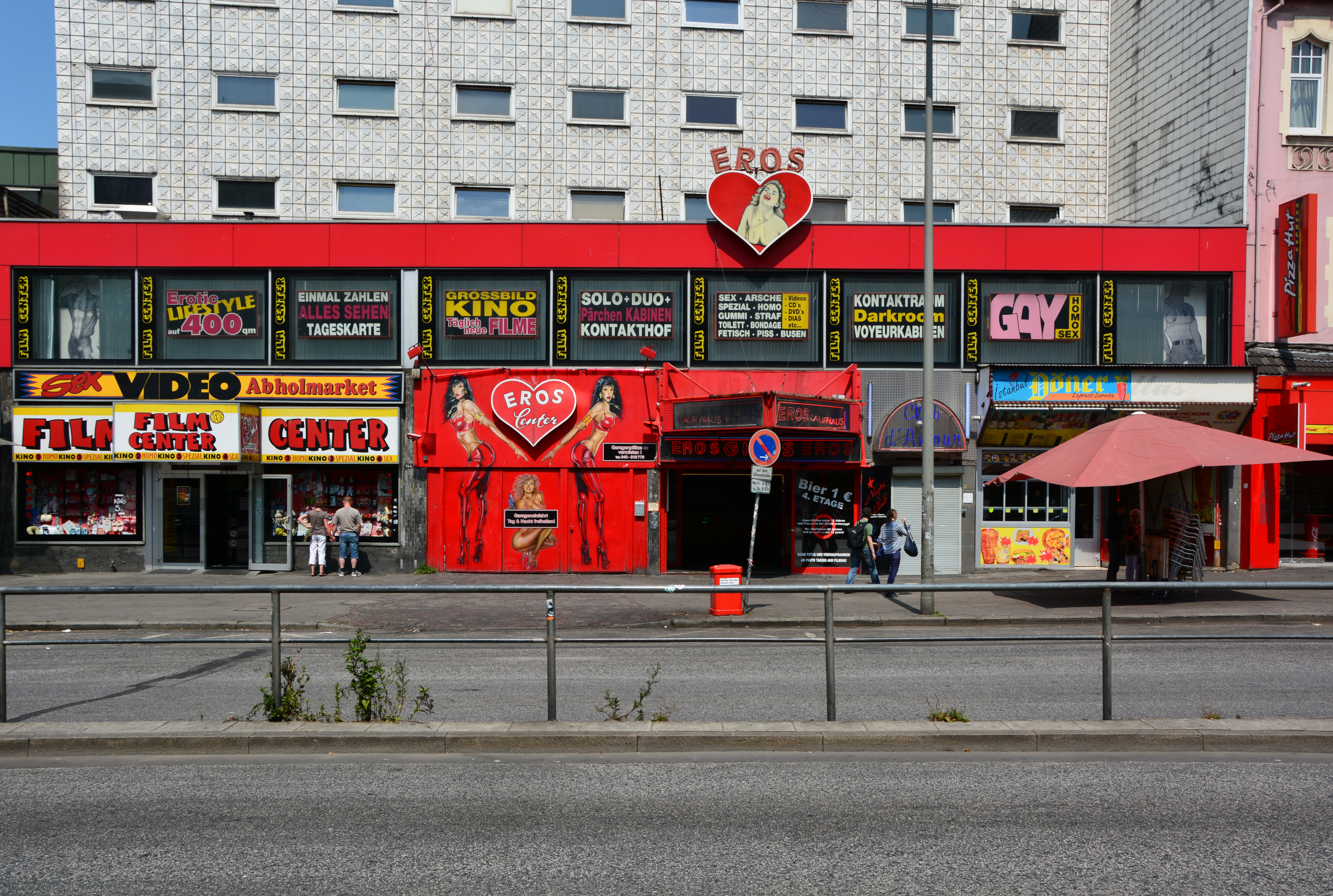
Außenansicht vom Eros-Center auf der Reeperbahn

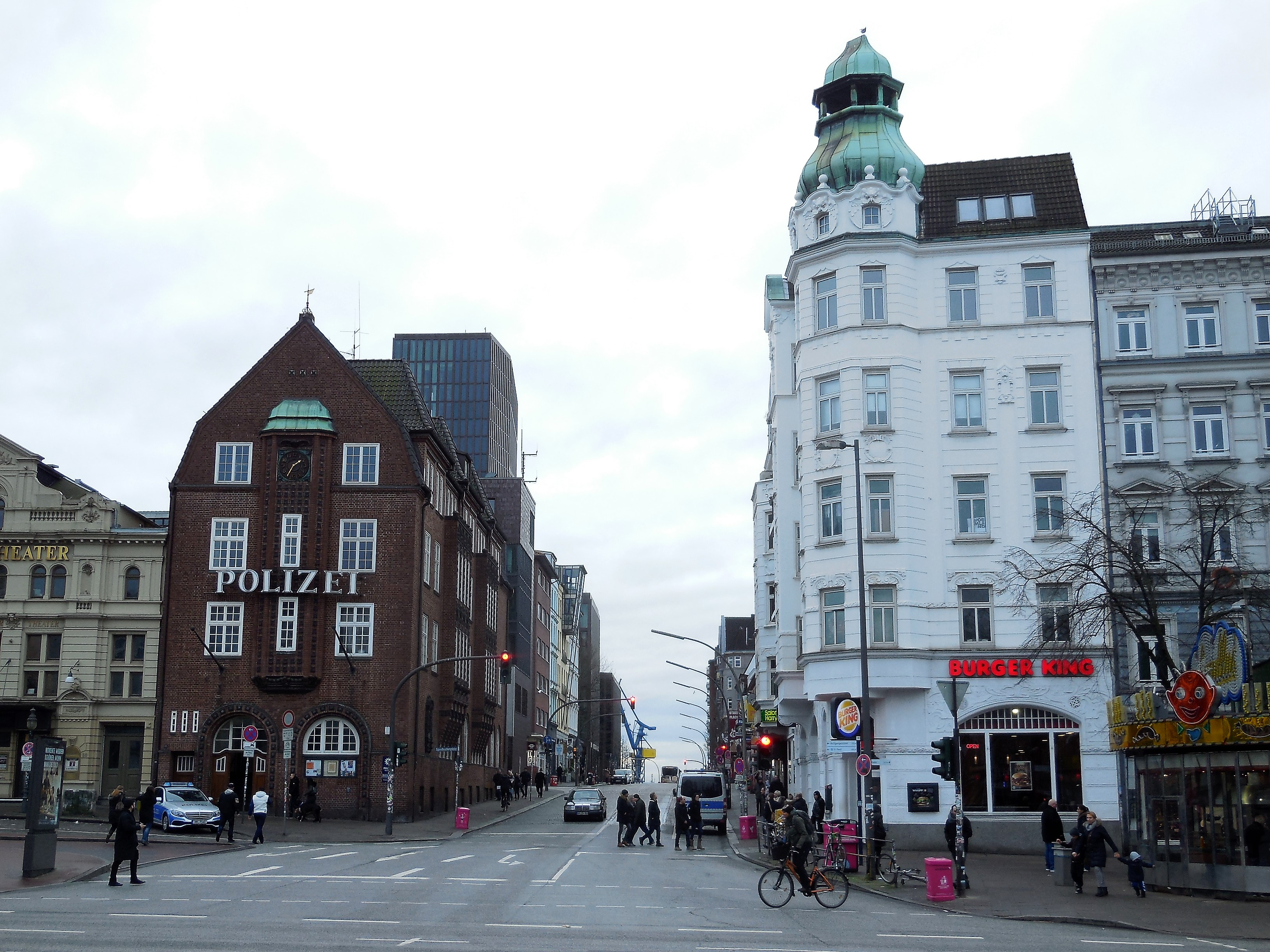
Davidstraße auf Hamburg St. Pauli

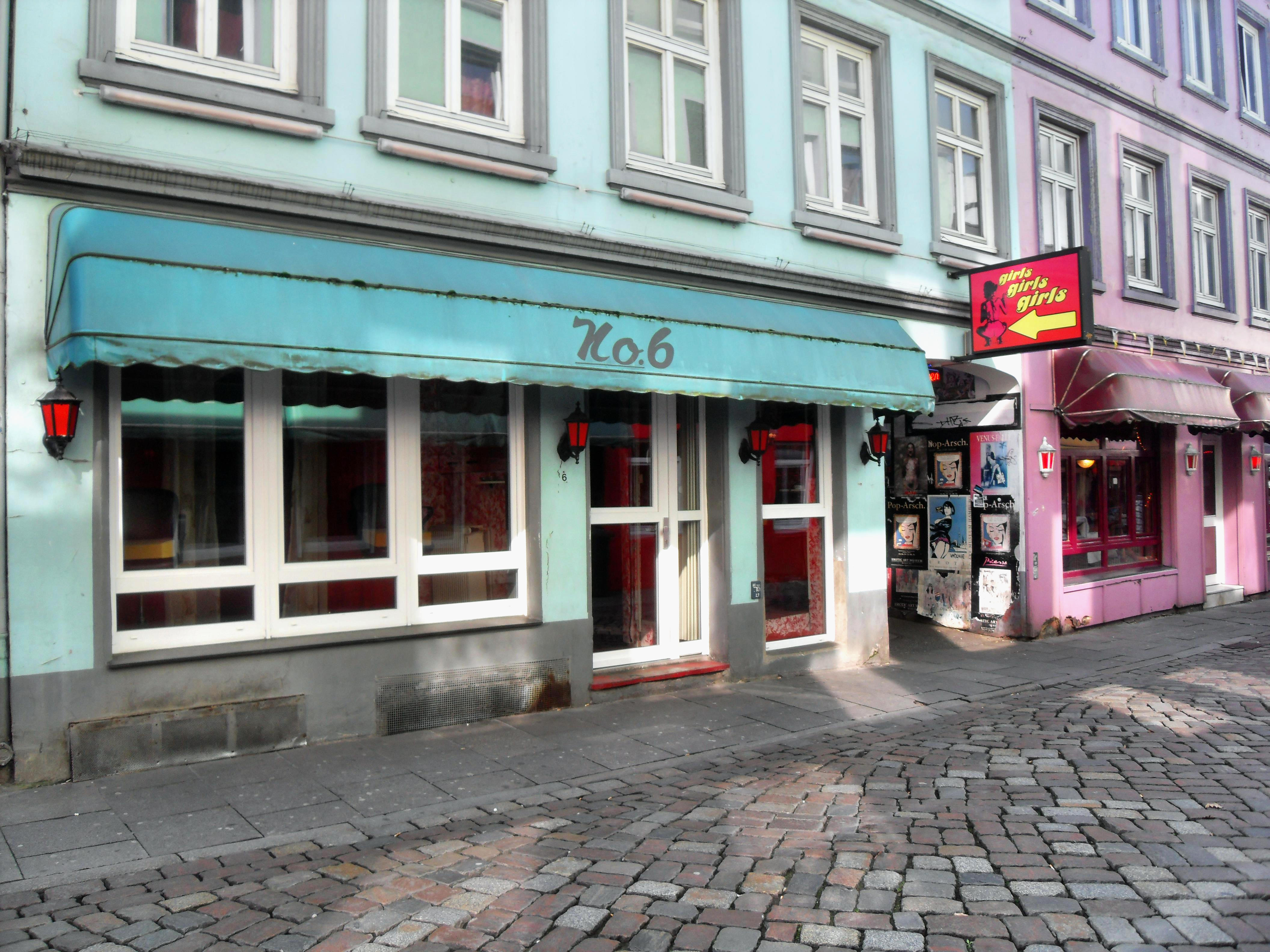
Herbertstraße

Die Marek-Bande war eine Zuhälterorganisation im Hamburger Rotlichtviertel St. Pauli um den ehemaligen Türsteher Carsten Marek, die sich auch „Hamburger Jungs“ nannten und die Nachfolge der GMBH und der Nutella-Bande antraten.

## Geschichte
Gründer der Marek-Bande war der damalige Klempner und Kickbox-Weltmeister Carsten Marek (* 5. Mai 1960 in Hamburg-Rothenburgsort). Nach dem Einstieg ins Rotlichtmilieu als Wirtschafter ließ er 200 Prostituierte, die meisten von ihnen im Eros-Center auf der Reeperbahn, außerdem in der Herbertstraße, Davidstraße und am Hans-Albers-Platz, für sich anschaffen gehen. Die Zeit der Marek-Bande, welche den Kiez mit großer Härte dominiert hatte, dauerte etwa von 2000 bis 2006. Viele der 50 bis 80 „Hamburger Jungs“ aus der Bodybuilder-Szene kannten sich bereits aus ihrer gemeinsamen Kampfsport-Zeit im Dulsberger Sportstudio „Bushido“. Aus dieser Zeit stammt auch die Aufteilung der Reviere unter deutschen (Hans-Albers-Platz Seite) und internationalen Zuhälter-Gruppierungen (Albaner, Russen, Türken auf der nördlichen Reeperbahn-Seite).
2005 begannen massive Razzien der Hamburger Polizei gegen die Etablissements der Marek-Bande. Ebenfalls im Jahr 2005 kam es in der Nähe der Herbertstraße zu einer Schießerei zwischen den „Hamburger Jungs“ und rivalisierenden Zuhältern.   
2006 kam es beim Prozessauftakt gegen die Marek-Gruppierung zu einer Frauendemonstration, welche die Freilassung ihrer Ehemänner, Freunde und Geschäftspartner forderte. Im Zuge des Prozesses konnte weder der Nachweis einer kriminellen Vereinigung noch der Ausbeutung der abhängigen Prostituierten, die laut Anklage mit körperlicher Gewalt dazu gezwungen wurden, sieben Nächte in der Woche anzuschaffen, erbracht werden. Das Verfahren endete mit neun Freisprüchen, zwei Bewährungsstrafen und einer Verurteilung zu einem Jahr und neun Monaten Haft ohne Bewährung. Kurz darauf wurde Marek selbst wegen gewerbsmäßigem Menschenhandel, sexueller Ausbeutung und Förderung der Prostitution zu 22 Monaten Haft auf Bewährung verurteilt. Insgesamt soll die Marek-Bande einen Gewinn von 27 Millionen Euro erwirtschaftet haben.
Als absehbar wurde, dass die „Goldene Zeit“ der Zuhälterei auf dem Hamburger Kiez beendet war, ließ Marek zwecks Erschließung neuer Märkte im Jahr 2014 den FKK-/Saunaclub und das Großbordell Babylon (ca. 80 Prostituierte) in der Süderstraße in Hamburg-Hamm erbauen.
Die Nachfolge, bzw. das Machtvakuum, der Marek-Bande übernahm die Eros-Center-Gang um einen Albaner.
2010 heiratete Marek die kubanische Ex-Tänzerin Alina.